# Jerry Martin
Jerr Martin é um compositor americano de Jazz e New Age, famoso por compor as trilhas sonoras de diversos jogos de videogame, entre eles The Sims e suas expansões.

## Biografia
Jerry Martin teve aulas de música aos dez anos de idade e tocava teclado e violão em várias apresentações na escola e na faculdade. Recebeu seu bacharelado em Composição musical na Universidade do Estado da Califórnia.
Mais tarde, adquiriu seu mestrado em belas artes no Centro de Música Contemporânea  na Mills College em Oakland. Seus prêmios acadêmicos incluem: bolsa de estudos Hellman Piano e prêmio Elizabeth Mils Crothers por excelência em composição musical. Em 1985, ele fundou sua própria empresa de composição e produção musical chamada "Musicontrol". Nos próximos dez anos, Jerry iria compor e produzir músicas para vários projetos como trilhas sonoras de vídeos e comerciais de tevê e de rádio para empresas como AT&T, Toyota EUA, NBAm Honda, etc. Em 1996, Jerry entrou para a divisão Maxis da Electronic Arts como Diretor de áudio de Estúdio e Compositor Principal. Até 2004, ele iria compor as trilhas sonoras de jogos como The Sims, The Sims 2 e Sim City 4.
Em 2005, ele fundou sua nova empresa, Jerry Martin Music, e está no momento trabalhando em projetos profissionais e pessoais.

## Trabalhos

### Trilhas sonoras de videogames
| - The Sims - The Sims: Gozando a Vida - The Sims: Fazendo a Festa - The Sims: Encontro Marcado - The Sims: Em Férias - The Sims: O Bicho Vai Pegar - The Sims: Superstar - The Sims: Num Passe de Mágica - The Sims Deluxe - The Sims Vol. I - The Sims Bustin' Out - The Sims Online | - The Sims 2 - SimCity 3000 - SimCity 3000 Unlimited - SimCity 4 - SimCity 4 Hora do Rush - SimCopter - SimTunes - SimPark - SimSafari - SimGolf - Streets of SimCity - Supercross 2000 - Tony La Russa Baseball |

### Comerciais
| - AT&T Communications - Acer Corporation - Alamo Car Rental - Apple Computer - Avocet - Buick Dealers Association - Cost Plus Imports - Electronic Arts - Emporium - GMC Trucks Dealers Association - Gallo Salame - Grass Valley Group - Growing Healthy Inc. - Hilltop Shopping Center - Hitachi Data Systems - Honda Dealers Association - KTVU Channel 2 - Landor Associates - Longs Drug Stores - Lucky Stores - NBA | - Nationwide Marketing - Olympic Stain - Pacific Bell - Philip Morris - Primerica - Project Open Hand - RSCVA - Raychem Corporation - Quantum - Rolm - Safeway Eastern Division - Sierra Pacific Power - Southern Pacific - Sun Microsystems - SYVA - Suzuki EUA - Toyota - Toyota EUA - Toyota Dealers Association - Weinstock's - Wells Fargo Bank - Wesson Oil - Yamaha EUA |